# Kontrafaktische Geschichte
In der kontrafaktischen Geschichte (lateinisch: contra facta, „entgegen den Tatsachen“), auch virtuelle Geschichte oder Uchronie genannt, wird auf Grundlage der durch Quellen gesicherten Faktenlage von Geschichtswissenschaftlern mithilfe von kontrafaktischen Konditionalsätzen kontrolliert spekuliert, was geschehen wäre, wenn bestimmte historische Tatsachen nicht oder anders eingetroffen wären. Ziel ist ein Erkenntnisgewinn über Kontinuitäten und Brüche, über Zwangslagen und Handlungsspielräume in historischen Situationen oder über die Bewertung von deren Akteuren. Dabei werden Alternativszenarien gleichsam im Irrealis der Vergangenheit entworfen, wobei generell gilt: Je weiter ein Ereignis zurückliegt, desto hypothetischer werden die Aussagen über seine Auswirkungen.
Hiermit verwandt ist die belletristische Alternativweltgeschichte, die allerdings in erster Linie Unterhaltungsbedürfnisse befriedigt.

## Typische Hypothesen
- Was wäre gewesen, wenn Alexander der Große nicht so früh gestorben wäre?[1]
- Wie wäre die Geschichte verlaufen, wenn Hannibal den Zweiten Punischen Krieg gegen die Römer gewonnen hätte?[2]
- Welche Folgen hätte es gehabt, wenn die Römer die Varusschlacht gewonnen hätten?[3]
- Was wäre gewesen, wenn Pontius Pilatus den vom jüdischen Sanhedrin angeklagten Jesus von Nazaret freigesprochen hätte?[4]
- Wie wäre die Geschichte verlaufen, wenn die Araber die Schlacht von Tours und Poitiers (732) zu ihren Gunsten entschieden hätten?[5]
- Was wäre gewesen, wenn die spanische Armada 1588 die britische Flotte besiegt hätte?[6]
- Wie wäre die Geschichte verlaufen, wenn die Südstaaten den Sezessionskrieg gewonnen hätten?[7]
- Welche Folgen hätte es gehabt, wenn das Kaisertum Österreich im Deutschen Krieg 1866 gewonnen hätte?[8]
- Wie wäre die Geschichte verlaufen, wenn das Attentat von Sarajevo 1914 nicht stattgefunden hätte?[9]
- Bestanden realistische und erfolgversprechende Alternativen zu Heinrich Brünings krisenverschärfender Deflationspolitik während der Weltwirtschaftskrise?[10]
- Was wäre geschehen, wenn die Attentäter vom 20. Juli 1944 Erfolg gehabt hätten?[11]
- Wie sähe die Welt heute aus, wenn Hitler den Zweiten Weltkrieg gewonnen hätte?[12]

## Aspekte

### Wissenschaftlichkeit
Kontrafaktische Geschichte wird von vielen Historikern als unwissenschaftlich abgelehnt, da sie nur unfalsifizierbare Spekulationen hervorbringe. In der Tat existieren keine Bedingungen, unter denen jemand, der eine kontrafaktische Aussage aufstellt, gezwungen ist einzugestehen, dass sie unwahr ist. Um ein konkretes Beispiel zu gebrauchen: Die verbreitete These, dass der deutsche Überfall auf die Sowjetunion 1941 zur Einnahme Moskaus und zu einem Sieg des Deutschen Reiches im Zweiten Weltkrieg geführt hätte, wenn er nur früher im Jahr begonnen worden wäre, kann ebenso wenig bewiesen werden wie ihr Gegenteil – die Geschichtswissenschaft ist eben aus naheliegenden Gründen keine experimentelle Wissenschaft.
In der neueren Forschung hat die kontrafaktische Bewertung allerdings an Gewicht gewonnen. Um die Wissenschaftlichkeit der Methodik zu gewährleisten, forderten Historiker wie Demandt enge Kriterien für die Anwendung: Neben den Standards der Geschichtswissenschaft bedeutet dies, bei einer Spekulation nur einen minimalen Eingriff (Die Invasion in der Normandie scheitert, aber der restliche Zweite Weltkrieg verläuft zuerst „normal“ weiter) vorzunehmen und zu erforschen. Zudem soll eine solche Spekulation nur eine kurze Zeitspanne umfassen, da bei längeren Zeiträumen die wissenschaftliche Basis nicht mehr gewährleistet ist.

### Anwendung als implizites Argument bei Wertungen
Trotz ihres im strengen Sinne unwissenschaftlichen Charakters spielen kontrafaktische Aussagen in der Geschichtswissenschaft gleichwohl eine erhebliche Rolle. Denn virtuelle Geschichte ist bei den Wertungen und Gewichtungen, die auch betont wissenschaftlich arbeitende Historiker vornehmen, oft implizit entscheidend. Die plausible Annahme etwa, dass eine der Ursachen der Französischen Revolution der wirtschaftliche Aufschwung des Bürgertums war, impliziert die kontrafaktische Spekulation, dass es ohne diesen Aufschwung auch keine Revolution gegeben hätte. Auch die berühmte Behauptung des damaligen Kriegsministers Henry L. Stimson, wonach die Atombombenabwürfe auf Hiroshima und Nagasaki hunderttausenden amerikanischen Soldaten das Leben retteten, beinhaltet eine unbeweisbare Spekulation darüber, wie der Krieg ohne die Bomben zu Ende gebracht worden wäre.
Überhaupt beruht jede Benennung einer Person oder eines Faktums als „groß“ oder „bedeutend“ auf der meist unausgesprochenen Überlegung, dass ohne diese Person oder dieses Faktum der Rest der Geschichte anders verlaufen wäre. Es geht dabei um die Betrachtung von Handlungsspielräumen, der Rolle von Zufälligkeiten und Alternativen.
Außerdem kreisen eine ganze Reihe von geschichtswissenschaftlichen Kontroversen um kontrafaktische Aussagen: Die sog. „Borchardt-Kontroverse“, die der Münchner Wirtschaftshistoriker Knut Borchardt 1979 mit der These auslöste, Reichskanzler Heinrich Brüning habe gar keine Alternative zu seiner krisenverschärfenden Deflationspolitik gehabt, wird hauptsächlich im Irrealis der Vergangenheit geführt: Hätte Brüning eine andere Politik betreiben können oder nicht? Auch der Streit um die Rolle Friedrich Eberts in der Novemberrevolution kreist um eine kontrafaktische Frage: Hätte Ebert auf die Zusammenarbeit mit den monarchistischen Eliten verzichten können, die die Weimarer Republik später so belastete, oder hätten dann die Linksradikalen Deutschland in ein Chaos gestürzt?
Einige Historiker machen aufgrund dieser Einsicht ihre Geschichtsspekulationen sogar explizit. Dazu gehören unter anderem Kai Brodersen, Robert Cowley und Alexander Demandt. Im Bereich der Ökonomie ist vor allem der Wirtschaftshistoriker und Nobelpreisträger Robert Fogel ein Befürworter der so benannten „kontrafaktischen Analyse“.
Provokativ war die These des britischen Historikers Niall Ferguson, der in seinem Buch Der falsche Krieg eine virtuelle Alternative zum Ersten Weltkrieg aufzeigte: Hätte sich Großbritannien 1914 herausgehalten, wäre der Effekt zwar ein deutscher Sieg gewesen – gleichzeitig aber auch ein prosperierendes, demokratisches Europa ohne Zweiten Weltkrieg, da es (nach Ferguson) in Deutschland keinen Nationalsozialismus gegeben hätte, den er vor allem für eine Wirkung des Versailler Vertrags hält.

## Ausstellung
Das Deutsche Historische Museum zeigt von 2022 bis 2026 eine Ausstellung unter dem Titel Roads Not Taken. Oder: Es hätte auch anders kommen können., in der anhand von 14 markanten Einschnitten der deutschen Geschichte des 19. und 20. Jahrhunderts tatsächlich erfolgten Wendungen mögliche Verläufe gegenübergestellt werden, die aus unterschiedlichen Gründen nicht eingetreten sind.